# Éric Rochant
Éric Rochant (nacido el 24 de febrero de 1961) es un director de cine y guionista francés. Es un antiguo alumno del IDHEC (La Fémis) de la generación de Arnaud Desplechin y Noémie Lvovsky. 

## Filmografía
| Año            | Título                      | Rol                             | Notas |
| -------------- | --------------------------- | ------------------------------- | --- |
| 1984           | Comme les doigts de la main | Director y guionista            | Corto |
| 1985           | French Lovers               | Director y guionista            | Corto Clermont-Ferrand International Short Film Festival - Filmodie Award |
| 1987           | Présence féminine           | Director y guionista            | Corto César Award for Best Short Film Tampere International Short Film Festival - Diploma of Merit - International Competition |
| 1989           | Love Without Pity           | Director y guionista            | César Award for Best First Feature Film Louis Delluc Prize Venice Film Festival - Critics Week - FIPRESCI Prize Venice Film Festival - Kodak-Cinecritica Award Nominado - César Award for Best Film Nominado - César Award for Best Writing Nominado - European Film Award for European Discovery of the Year |
| 1991           | Aux yeux du monde           | Director y guionista            | |
| 1994           | The Patriots                | Director y guionista            | Nominado - Cannes Film Festival - Palme d'Or |
| 1996           | Anna Oz                     | Director y guionista            | Nominado - Mar del Plata International Film Festival |
| 1997           | Vive la république          | Director y guionista            | |
| 2000           | Total western               | Director y guionista            | |
| 2001           | Traders                     | Director y guionista            | Documental |
| 2006           | L'école pour tous           | Director y guionista            | |
| 2008-10        | Mafiosa                     | Director y guionista            | Serie de TV (16 Episodios) Nominado - Globes de Cristal Award |
| 2013           | Möbius                      | Director y guionista            | |
| 2015 - present | The Bureau                  | Director, guionista y productor | Serie de TV (11 Episodios) |